# NGC 359
NGC 359 è una galassia ellittica situata nella costellazione della Balena a una distanza di circa 238 milioni di anni luce dal Sistema solare.
Fu scoperta il 2 settembre 1864 da Albert Marth.
Si ipotizza che questa galassia abbia qualche interazione con la vicina galassia NGC 364.